# Alexandru Suvorov
Alexandr Suvorov (ur. 2 lutego 1987 w Kiszyniowie) – mołdawski piłkarz występujący na pozycji pomocnika lub napastnika.

## Kariera klubowa
Suvorov większość swojej kariery spędził w Sheriffie Tyraspol, z którym siedmiokrotnie był mistrzem Mołdawii, czterokrotnie zdobywał Puchar kraju i raz Superpuchar Mołdawii. W 2003 i 2009 wywalczył Puchar Mistrzów Wspólnoty Niepodległych Państw. W latach 2007–2009 grał również w FC Tyraspolu. W lutym 2010 przeszedł do Cracovii, w której występował przez trzy sezony. Rozegrał dla klubu 57 spotkań, zdobywając 9 bramek.

## Kariera reprezentacyjna
W reprezentacji Mołdawii Suvorov zadebiutował w 2007.

## Sukcesy
Indywidualne
- Najlepszy piłkarz Mołdawii: 2011